# Haralakatte, Gubbi
Haralakatte là một làng thuộc tehsil Gubbi, huyện Tumkur, bang Karnataka, Ấn Độ.